# Municipio de Almoloya de Alquisiras
El municipio de Almoloya de Alquisiras es uno de los 125 municipios que integran el Estado de México. Se encuentra localizado en el sur del estado y aproximadamente 75 kilómetros de Toluca. Cuenta con una extensión territorial de 166.68 km² y según el II Conteo de Población y Vivienda de 2005, el municipio tenía 14,196 habitantes. Esta dentro de Tierra Caliente, región ubicada en el sur de la República Mexicana.  

## Toponimia
La palabra  Almoloya proviene de la unión de las raíces etimológicas náhuatl, atl (agua), molo (impersonal de moloni, manar) y yan (lugar); lo cual se interpreta como: "Lugar donde mana el agua". El apellido que adoptó el municipio es honor a Pedro Ascencio de Alquisiras, héroe e insurgente de la independencia del país.

## Historia
En la época prehispánica, esta región fue habitada por matlatzincas, cohuixcas, después por los náhuas y por los purépechas; los cuales rendían tributo a la Triple Alianza Tenochtitlan-Tacuba-Texcoco. Con la llegada de los españoles, llegó el temor y las enfermedades, ya que, durante el Virreinato se diezmó la población. Durante el Virreinato fue un importante centro de comercio de los poblados mineros de Zacualpan y Sultepec.
Durante la Guerra de Independencia de México, el municipio apoyó el movimiento, y en 1812 arribó Ignacio López Rayón ocupando Sultepec como centro de los insurgentes, para 1817 Pedro Ascencio Alquisiras se mudó al municipio; después de la muerte de Pedro Ascencio, el 13 de abril de 1869 por decreto de la Legislatura del Estado de México, el municipio recibió su actual nombre, en honor de tal insurgente del sur del Estado de México. A causa de la Revolución mexicana, el municipio fue invadido por zapatistas y por carrancistas entre los años 1912 y 1914; y para 1916 y 1918 hubo saqueos y lucha en el pueblo.

## Geografía
Almoloya de Alquisiras se localiza entre las coordenadas 99° 46' 50" y 99° 57’ 9" latitud norte y 18° 47’ 00”, y 18° 55’ 02" longitud oeste; a una altitud de 1,750 y hasta de 3,000 metros sobre el nivel del mar.
El municipio colinda al norte con los municipios de Coatepec Harinas y Texcaltitlán; al este con los municipios de Coatepec Harinas y Zacualpan; al sur con los municipios de Zacualpan y Sultepec; al oeste con los municipios de Texcaltitlán y Sultepec.

### Orografía e hidrografía
Su superficie presenta zonas planas al noroeste y sureste, formando valles agrícolas; existen zonas accidentadas al oeste; siendo la Peña de Aguacatitlán la cima más alta con 3,000 m s. n. m. Sin embargo, también hay varios cerros, entre ellos: Laja Azul, Meyuca y Capulmanca, El Venadito, Cerro de los Muertos, Totoltepec y Tlapexco.
El municipio pertenece a la región hidrológica Lerma-Santiago. Sus recursos hidrológicos son proporcionados por el río Aguacatitlán y los arroyos: Chontalcoatlán y Meyuca, además de existir varios arroyos pequeños de caudal en época de lluvias.

### Clima
El clima es subtropical, con otoño e invierno secos, sin cambio térmico invernal bien definido. La temperatura media anual es de 24°C, con máxima de 29 °C y mínima de 12 °C. El régimen de lluvias se registra entre los meses de mayo a octubre, contando con una precipitación media de los 900.7 milímetros. Los vientos dominantes son en dirección norte a sur.

### Flora y fauna

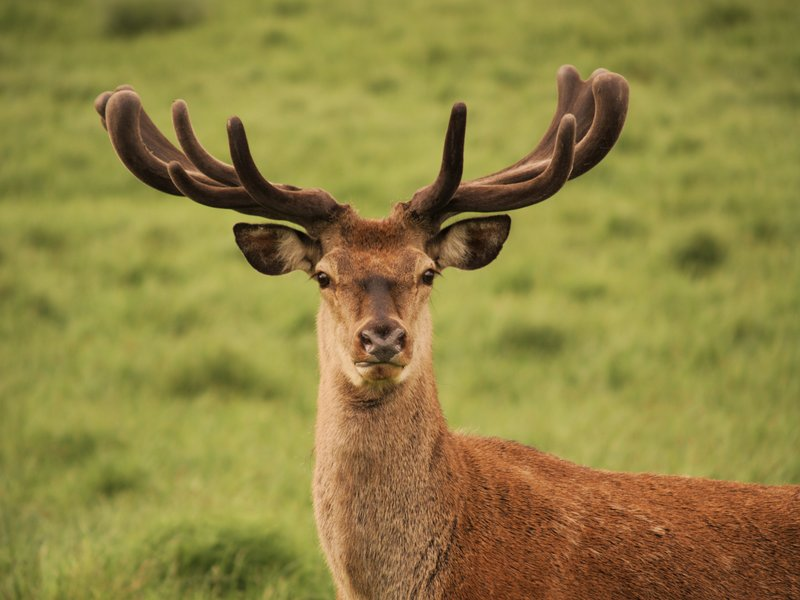
El venado habita en el municipio.

Su vegetación se compone principalmente de encino, alfilerillo, tabaquillo, escobilla, huisoche, peshtó, epazote, manrubio, gordolobo, borraja, ocote, pino, altamisa, árnica, nogal, pinsal, palo dulce, madraño, chincahuil, cucharillo, guaje, eucalipto y ceiba.
La fauna se compone de especies de: conejo, rata de campo, zorrillo, tlacuache, armadillo, zopilote, urraca, tecolote, ardilla, cacomixtle, cuinique, águila real, gavilancillo, zorro, tuza, venado, coyote, gato montés, quebrantahuesos, hurón y guacamaya. Reptiles como: Gerrhonotus, Crotalus, Sceloporus, Abronia, Micrurus, Kinosternum.

## Gobierno
Su forma de gobierno es democrática y depende del gobierno estatal y federal; se realizan elecciones cada 3 años, en donde se elige al presidente municipal y su gabinete. La presidenta municipal es la Maestra Brenda Angélica Rivera Abarca.
| Presidente municipal                | Periodo   |
| ----------------------------------- | --------- |
| Mayolo Gómez García                 | 2000-2003 |
| Cruz Juvenal Roa Sánchez            | 2003-2006 |
| Gabriel Vázquez Mondragon           | 2006-2009 |
| Francisco Rodriguez Posada          | 2009-2012 |
| Artemio Gómez Cruz                  | 2013-2015 |
| Dr. Alfredo Victoria López          | 2016-2018 |
| Lic. Leopoldo Domínguez Flores      | 2022-2024 |
| Mtra. Brenda Angélica Rivera Abarca | 2025-2027 |

## Demografía
Según el II Conteo de Población y Vivienda, el municipio tiene 14,196 habitantes, de los cuales 7,406 son hombres y 8,180 son mujeres; el 0.09% de la población son indígenas.
| 11,981                     | 13,667 | 15,586 | 14,196 |
| (Fuente: [cita requerida]) |        |        |        |

### Religión
El 96% profesa la religión católica; sin embargo, también hay creyentes de los Testigos de Jehová, Protestantes, Adventistas del Séptimo Día y otras doctrinas.

## Cultura

### Sitios de interés
- Templo de San Pedro en la cabecera municipal.Centro de Almoloya de Alquisiras
- Campanario.

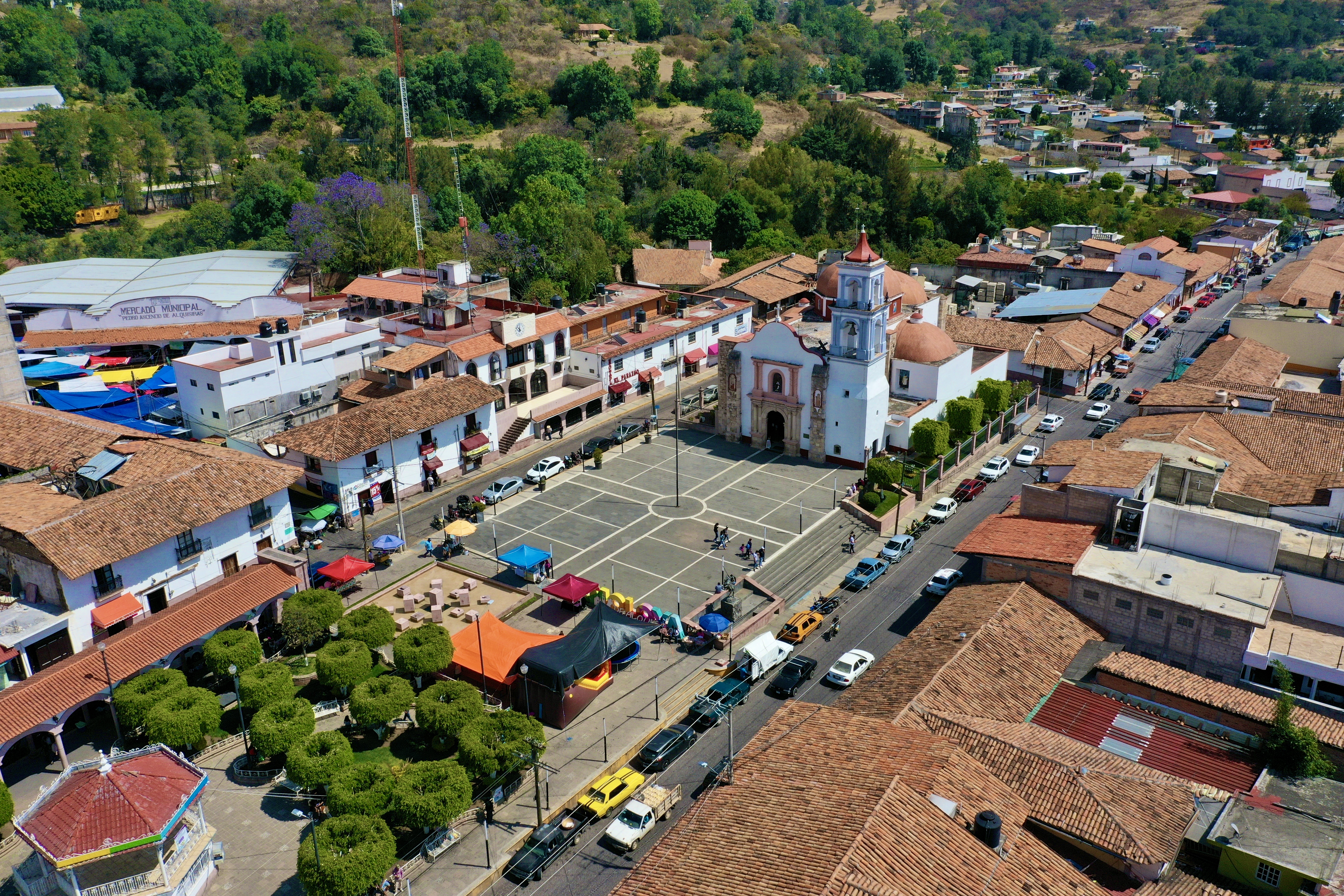
Centro de Almoloya de Alquisiras

- Parque de ayuntamiento 2009-2012 aun costado del xamicalli
- El Salto de Agua y Cerro de TlapexcoEl salto

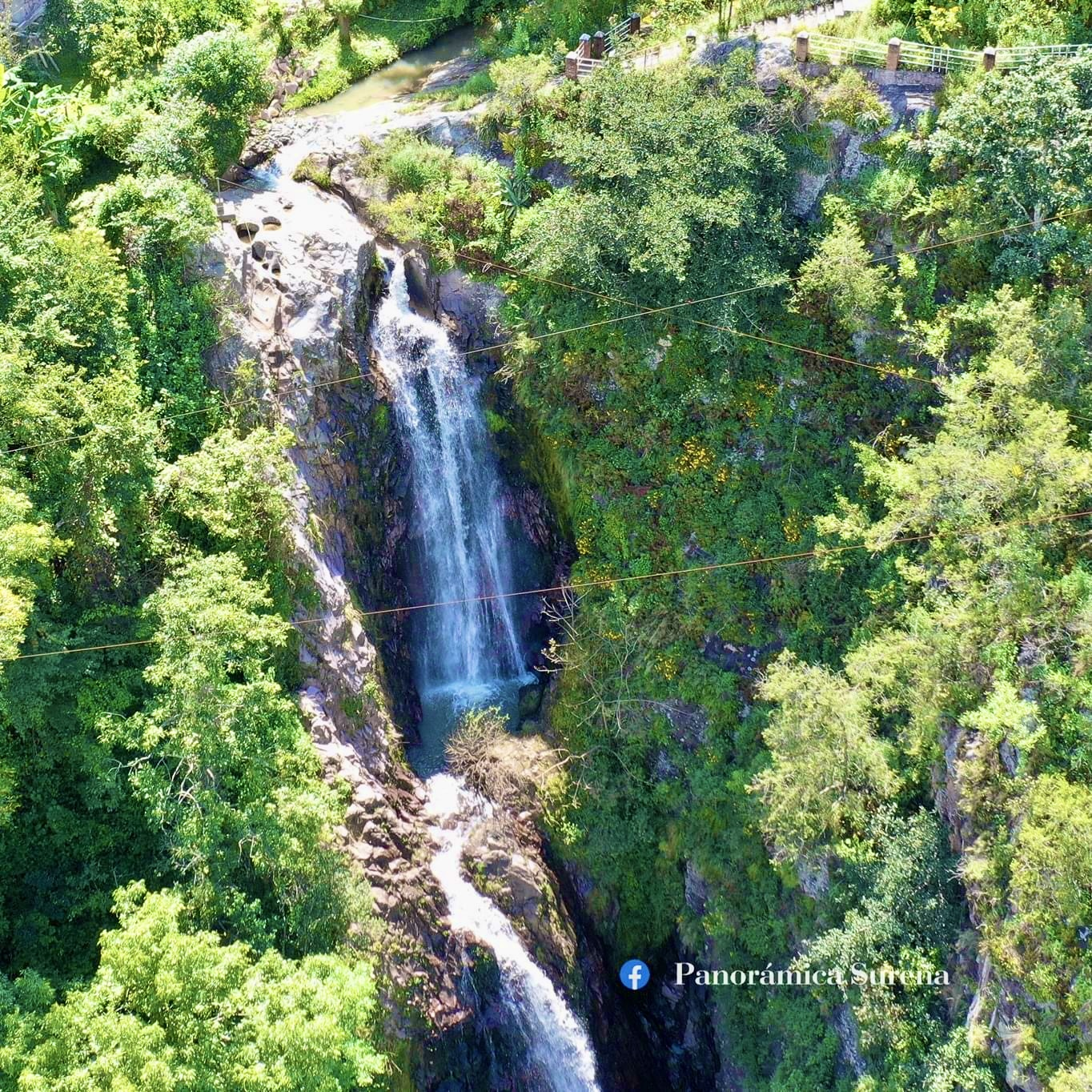
El salto

- Unidad deportiva Municipal 'Enrique Millan Flores'

### Fiestas
Fiestas civiles
- Aniversario de la Independencia de México: 15 y 16 de septiembre.
- Aniversario de la Revolución mexicana: el 20 de noviembre.
- 6 de octubre

Fiestas religiosas
- Cuarto viernes de cuaresmaFeria del 4to Viernes

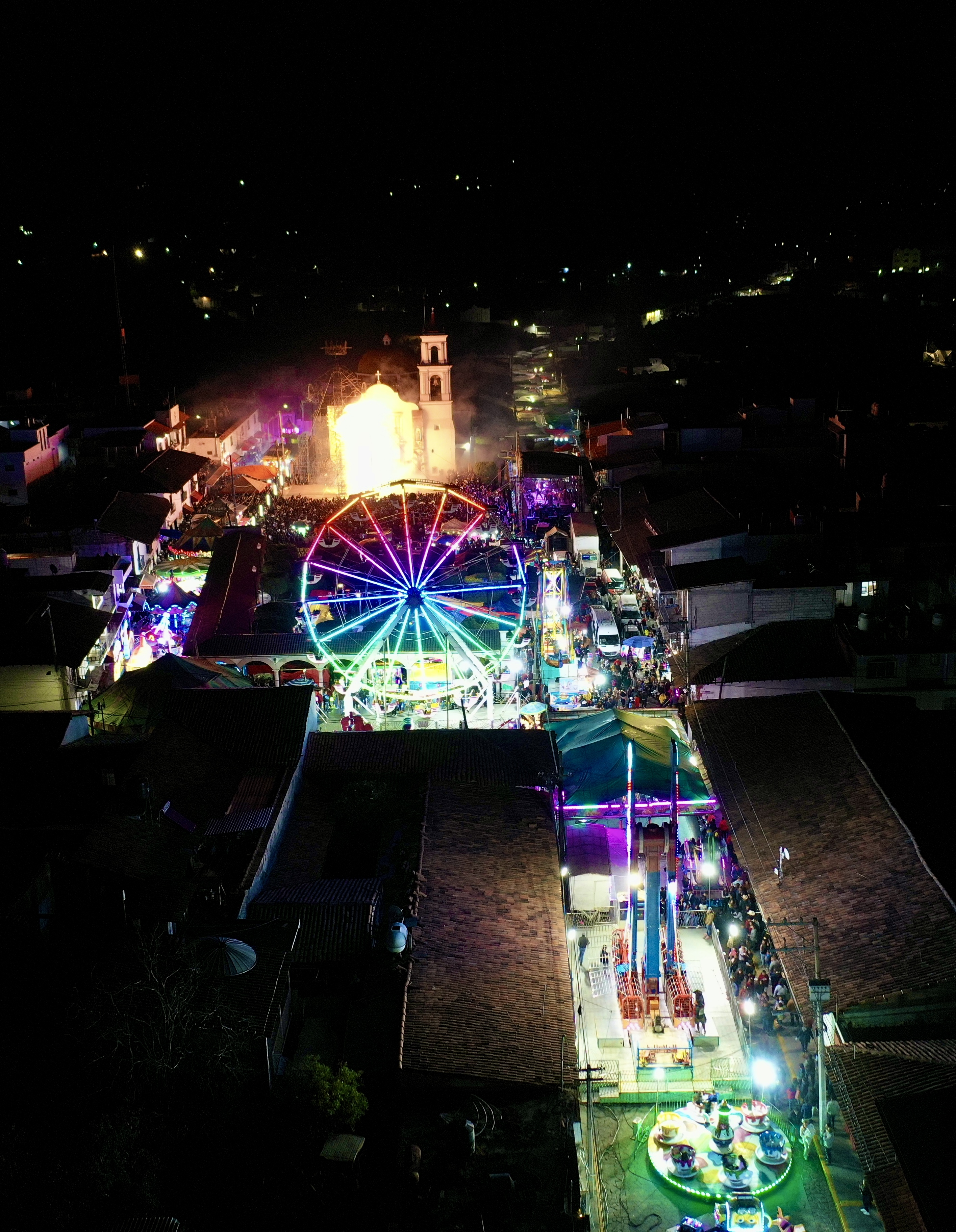
Feria del 4to Viernes

- Semana Santa: jueves y viernes Santos.
- Día de la Santa Cruz: 3 de mayo.
- Fiesta en honor de la Virgen de Guadalupe: 12 de diciembre.
- Fiesta en honor a San Pedro: 29 de junio.
- Fiesta en honor a la virgen de la candelaria: 2 de febrero.
- Día de Muertos o Fieles Difuntos 31 de octubre al 2 de noviembre.

## Personajes ilustres
- Pedro Ascencio Alquisiras, guerrillero, héroe de la independencia.
- Ignacio Gómez "El Gallito", torero